# Gare de Tooting
La gare de Tooting (en anglais : Tooting railway station), est une gare ferroviaire de la ligne Sutton Loop Line (en), en zone 3 Travelcard. Elle  est située sur la London Road Tooting dans le borough londonien de Merton alors que l'autre côté de la voie Tooting est dans le borough londonien de Wandsworth, sur le territoire du Grand Londres.
C'est une gare Network Rail desservie par des trains Govia Thameslink Railway et Southern.